# 대한항공 902편 격추 사건
대한항공 902편 격추사건(大韓航空九百二便擊墜事件) 또는 무르만스크 사건은 1978년 4월 20일 프랑스 파리 오를리 공항에서 이륙해 미국 알래스카주 테드 스티븐스 앵커리지 국제공항을 경유한 뒤 김포국제공항으로 올 예정이었던 대한항공 902편이 내부 항법장비 이상으로 소련 영공을 침범하여 소련 수호이 전투기에 의해 격추당한 후 비상 착륙한 사건으로 핀란드 로반니에미 공항 관제실에 의하면 902편의 조종사는 신분을 밝혔고 이 사고로 당시 사고기에 탑승했던 탑승객 109명(승객 97, 승무원 12) 중 2명이 사망했으며 무르만스크 인근에 비상 착륙했다.

## 사고 원인

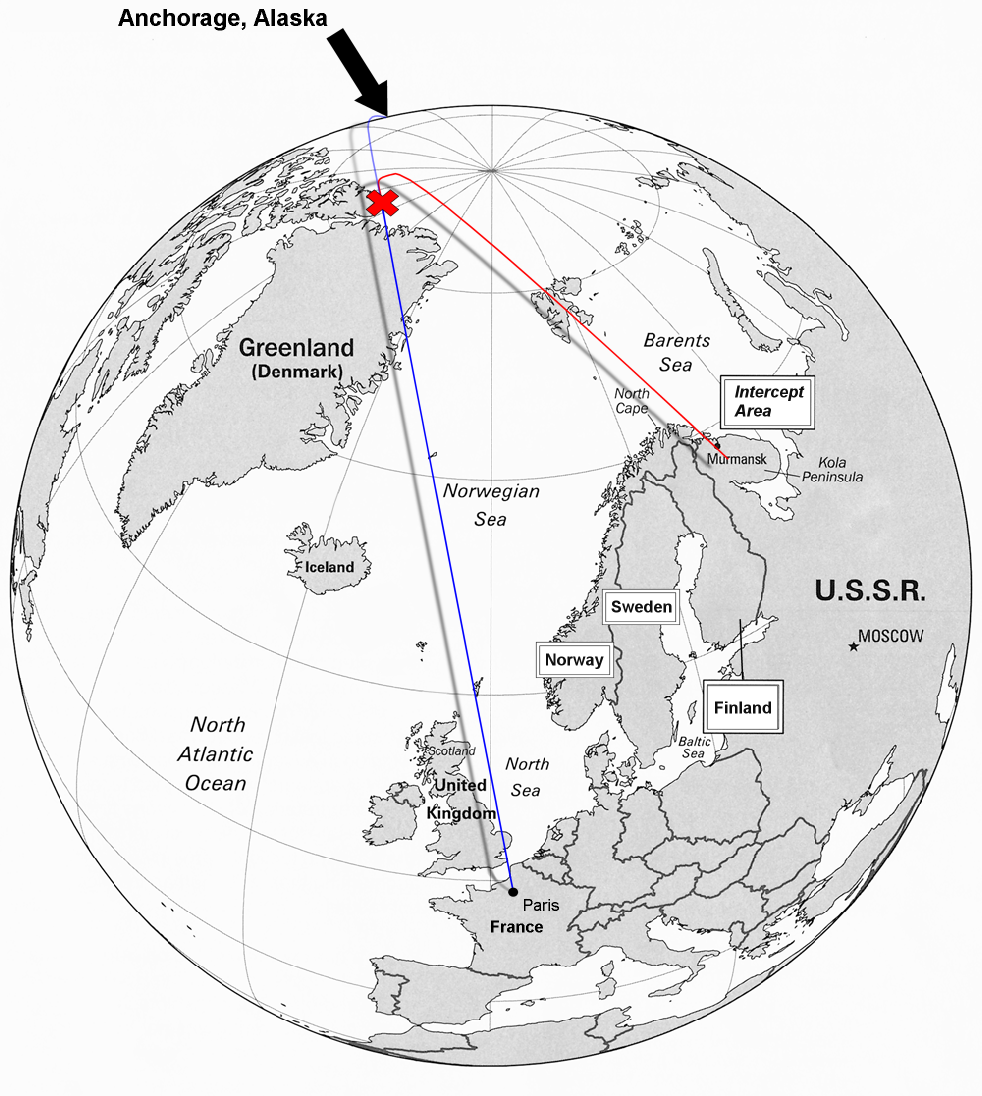
대한항공 902편의 예정된 비행 루트와 실제 비행 루트

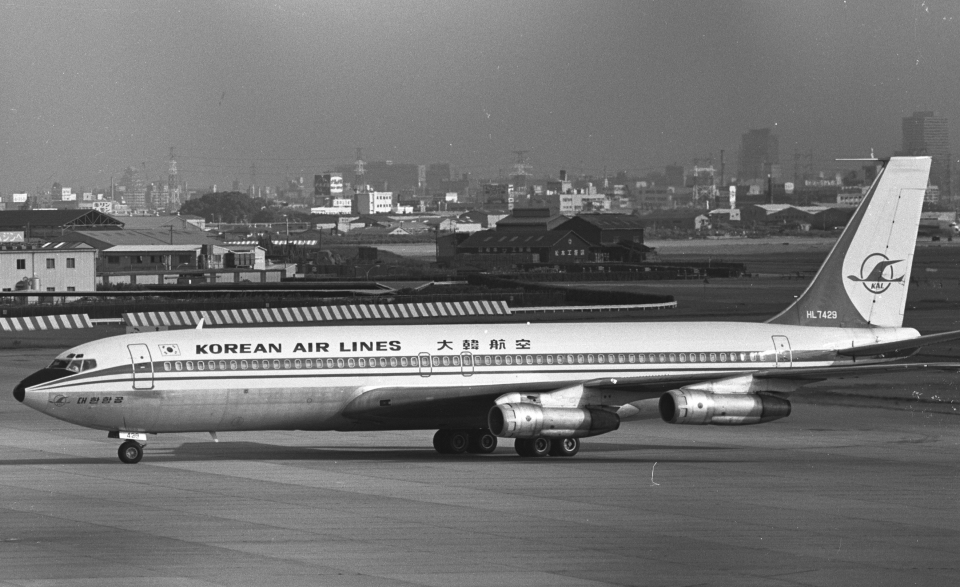
사고 1년 전 찍힌 사고기

대한항공 902편(기장 김창규)은 프랑스 파리 오를리 공항을 출발하여 미국 테드 스티븐스 앵커리지 국제공항에서 재급유한 다음 김포국제공항으로 착륙할 예정이었다. 
사고가 일어나기 전 이 항공기는 북극에서 400마일 떨어져 있는 캐나다 공군 얼러트 기지를 통과하였고 그 후 방향을 갑자기 급선회하여 앵커리지 대신 무르만스크 쪽으로 향했는데 당시 보잉 707 여객기에는 관성항법장치가 장착되어 있지 않았고 조종사와 항법사는 태양의 위치를 인지하지 못했다. 
대한항공 측의 설명에 따르면 자기 나침반과 실제 경로의 차이를 계산할 때 편각의 부호를 잘못 파악하여 크게 우회전했다고 하며 이 때문에 항공기는 바렌츠해 상공을 통과하여 소련 영공에 진입하였다. 
이에 소련 공군은 이 여객기를 미국 공군의 정찰기인 RC-135로 착각했고 수호이 Su-15 전투기가 이륙했다.

## 소련 영공 진입
소련 측 보고에 따르면 대한항공 902편은 전투기의 지시를 따르라는 명령을 무시했다고 하는데 Su-15 조종사 알렉산드르 보소프 대위는 상관에게 이 비행기가 군사적으로 위험하지 않다고 설득했으나 상부로부터 요격하라는 명령을 받았다.
2발의 몰니야 R-60 미사일을 발사했으며 그 중 1발은 빗나갔고 1발은 왼쪽 날개를 강타하여 기체에 구멍을 냈는데 요격 이후 기체 내 압력이 급강하했고 결국 날개 파편에 의해 일본인 승객 스가노 요시타카와 한국인 승객 방태환씨가 사망했다.
요격 이후 김창규 기장은 곧바로 산소가 많은 고도인 7,000 피트로 급강하했고 Su-15S 전투기는 이를 놓쳤는데 일단 기체는 폭발하지 않았으며 기체를 제어할 수 있었기 때문에 요격 40분 후 또 다른 Su-15TM 전투기의 유도로 얼어붙은 코르피야르비 호수에 불시착했다.
가장 가까운 도시는 카렐리야 공화국 루히였으며 핀란드 국경에서 140km 떨어져 있었는데 생존자 107명은 소련 헬리콥터가 구조하였다.

## 이후

### 귀국
당시 대한민국과 소련 사이에는 수교 관계를 맺지 않았기 때문에 미국이 대리로 협상에 나면서 사고 후 2일이 지난 1978년 4월 22일에 승객들은 핀란드 헬싱키를 통하여 귀환하였다. 
기장 김창규와 항법사 이근식은 소련 당국에 억류되어 조사를 받았고 공식적으로 사과한 후에야 귀국할 수 있었으며 사고 이후 소련은 대한민국에 배상금 10만 달러를 청구하였다. 
사고기 승객들은 팬아메리칸 월드 항공의 보잉 727기로 무르만스크 공항에서 헬싱키 공항으로 이동했고 이후 또 다른 대한항공 보잉 707 여객기가 핀란드 헬싱키 공항에서 김포국제공항으로 향했다.
이후 이근식 항법사와 함께 소련에서 강도 높은 심문을 받다가 대한민국으로 돌아온 김창규 기장은 조종사로는 최고의 영예인 보잉 747기의 기장으로 승진했으며 국제 조종사 협회에서도 최고의 조종사상을 수상했음에도 불구하고 사고의 원인을 제공했다는 비난은 피할 수 없었고 사고를 낸 보잉 707기는 반환받지 못했지만 902편은 영구 결번되지 않고 현재까지도 파리발 인천행 노선에 존치되어 있다.

### 소련의 국방 강화
소련 측에서는 타국 항공기가 자국 영공을 침해했다는 이유 때문에 대공 방어력을 강화했고 이후 5년 뒤인 1983년에 발생한 대한항공 007편 격추 사건의 일부 원인이 되었다.

## 관련 미디어
- 꼬리에 꼬리를 무는 그날 이야기

## 같이 보기
- 항공 안전
- 대한항공 007편 격추 사건

## 참조
1. ↑  (핀란드어) Tikka, Juha-Pekka (2008년 7월 10일). “Tulitettu korealaiskone oli päätyä Suomeen 1978”. 《Ilta-Sanomat》. Ilta-Sanomat Oy. 2008년 7월 13일에 원본 문서에서 보존된 문서. 2008년 7월 10일에 확인함.
2. 1 2  “ASN Aircraft accident Boeing 707-321B HL7429 Korpijärvi Lake”. 2011년 4월 27일에 원본 문서에서 보존된 문서. 2010년 5월 24일에 확인함.
3. ↑  RC-135는 보잉 707을 기본으로 한 파생 기종이다.
4. ↑  (러시아어) Увидеть Париж — и не умереть -- Константин Сорокин, Артур Берзин  보관됨 2009-09-06 - 웨이백 머신
5. ↑  Reed Irvine (1991년 5월 8일). “KAL-007: Where's the Media?”. Accuracy in Media. 2009년 9월 5일에 원본 문서에서 보존된 문서. 2009년 9월 1일에 확인함.
6. ↑  Pearson, David Eric (1987). 《KAL 007: The Cover-up》. Summit Books. 110쪽. ISBN 0671557165.